# エスキナンサス・スペキオスス
エスキナンサス・スペキオスス（学名：Aeschynanthus speciosus）はイワタバコ科ナガミカズラ属の常緑つる性低木～多年草。

## 特徴
岩や樹木に着生して育つ。茎ははじめ立ち上がり、ゆるやかに弧を描いて長く伸び下垂する。葉は卵状～長楕円状披針形で長さ5–10 cm、革質でやや多肉化し両面無毛、葉表はやや光沢がある。葉先は次第に細くなり尖る。短い葉柄があり対生、上部の葉は3–6輪生する。葉縁は低鋸歯縁がまばらにある。萼は5裂する。花は橙色の管状花で長さ6–8 cm、花の基部は黄色で先端に向かうにつれて赤色が増す。花冠の先端は5裂する。雄しべは5本で、うち1本は花粉を出さない仮雄しべ。雌しべは白く、花冠の先に突き出て、先端は丸い。花は茎先に6–20個つき、1ヶ月以上楽しめる。

## 分布
東南アジアのマレー半島、ボルネオ島、ジャワ島原産。

## 利用
室内の吊り鉢用として広く栽培される。挿し木により繁殖する。花後に枝を約10 cmに切って水苔に挿し木すると活着が良い。冬越しには最低気温15–18℃以上が必要。

## ギャラリー
エスキナンサス・スペキオスス（2024年11月 兵庫県立フラワーセンター）
- 下垂する姿
- 花の正面観
- 花の側面観